# Peter Lakota
Peter Lakota (Kranj, 23 novembre 1937) è un ex sciatore alpino sloveno che gareggiò per la nazionale jugoslava.

## Biografia
Sciatore polivalente originario di Javornik di Kranj, Lakota debuttò in campo internazionale in occasione dei Mondiali di Badgastein 1958, dove si classificò 49º nella discesa libera e 51º nello slalom gigante; ai IX Giochi olimpici invernali di Innsbruck 1964, sua unica partecipazione olimpica, si piazzò 29º nella discesa libera, 33º nello slalom gigante, 32º nello slalom speciale e 15º nella combinata, disputata in sede olimpica ma valida solo ai fini dei Mondiali 1964.
In Coppa del Mondo esordì nella stagione inaugurale, il 5 febbraio 1967 a Madonna di Campiglio in slalom speciale senza completare la prova, e conquistò l'unico piazzamento il 1º marzo 1968 a Kranjska Gora nella medesima specialità (6º), sua ultima presenza nel circuito; l'ultimo risultato della sua carriera agonistica fu la medaglia d'oro nello slalom speciale che vinse ai Campionati jugoslavi 1969.

## Palmarès

### Universiadi
- 1 medaglia[5]:
  - 1 bronzo (combinata a Chamonix 1960)

### Coppa del Mondo
- Miglior piazzamento in classifica generale: 40º nel 1968

### Campionati jugoslavi
- 21 ori (discesa libera, combinata nel 1959; discesa libera, slalom gigante, combinata nel 1960; slalom gigante nel 1961; discesa libera, slalom speciale, combinata nel 1962; discesa libera, slalom speciale nel 1963; slalom gigante nel 1964; discesa libera, slalom speciale, combinata nel 1965; discesa libera, slalom speciale, combinata nel 1966; discesa libera, slalom speciale nel 1968; slalom speciale nel 1969)[4]